# Heinrich Niemann (Informatiker)
Heinrich Niemann (* 27. September 1940 in Landeshut) ist ein Informatiker mit dem Spezialgebiet Mustererkennung. Er ist spezialisiert auf dem Gebiet Mustererkennung der Bildverarbeitung und Sprachverarbeitung.

## Leben
Heinrich Niemann studierte und promovierte 1969 an der Technischen Universität Hannover über das Thema "Begründung und Anwendung einer Theorie zur quantitativen Beschreibung und Erkennung von Mustern". Von 1967 bis 1972 arbeitete er am Fraunhofer-Institut für Informationsverarbeitung in Technik und Biologie in Karlsruhe. Zwischen 1973 und 1975 war er Professor an der Fachhochschule Gießen-Friedberg. Ab 1975 leitete er den Lehrstuhl für Mustererkennung der Friedrich-Alexander-Universität Erlangen-Nürnberg bis zu seiner Emeritierung 2005. Er leitete und initiierte in dieser Zeit zahlreiche nationale und internationale Forschungsprojekte.
Seit 2005 ist Heinrich Niemann Ehrenprofessor der staatlichen Universität Wladimir und Ehrenmitglied der Deutschen Arbeitsgemeinschaft für Mustererkennung (DAGM). Im Mai 2011 verlieh ihm die Technische Fakultät der Universität Bielefeld die Ehrendoktorwürde. Im Februar 2024 wurde er mit der Ehrendoktorwürde der Sektion Informatik/Technik der Universität zu Lübeck ausgezeichnet.